# خوان ديفيد موسكيرا
خوان ديفيد موسكيرا (بالإسبانية: Juan David Mosquera)‏ هو لاعب كرة قدم كولومبي، ولد في 5 سبتمبر 2002 في مدينة كالي في كولومبيا.

## وصلات خارجية
- خوان ديفيد موسكيرا على موقع الدوري الأمريكي (الإنجليزية)
- خوان ديفيد موسكيرا على موقع قاعدة بيانات كرة القدم.إي يو (الإنجليزية)
- خوان ديفيد موسكيرا على موقع Soccerway.com (الإنجليزية)